# Collegio dei tecnici dell'acciaio
Il Collegio dei tecnici dell'acciaio, nota anche con l'acronimo CTA, è una associazione culturale italiana senza fine di lucro , fondata nel 1966, il cui scopo sociale è la valorizzazione e lo studio della tecnica delle costruzioni in acciaio, largamente diffuse all'estero ma ancora poco diffuse in Italia. È l'unica associazione italiana di tecnici nel settore delle costruzioni in acciaio.

## Panoramica
Aderiscono circa 250 soci: progettisti, soprattutto ingegneri, professori universitari, ricercatori che si occupano delle costruzioni in acciaio nelle loro varie problematiche (progettazione, sperimentazione, ricerca, costruzione, ecc..).  Tra i soci collettivi diverse università italiane (Napoli, Bari, Milano, Pisa, Trento, Trieste, Bologna).
Tra i presidenti che si sono succeduti negli anni, Fabrizio de Miranda, Leo Finzi, Giulio Ballio, Luca Sanpaolesi.
Fin dal suo nascere l'Associazione ha pubblicato i lavori, le opere, le ricerche dei soci sulla rivista Costruzioni Metalliche.
Organizza convegni e congressi a cadenza biennale, di cui vengono pubblicati gli atti. L'ultimo congresso svolto nel 2009 (il XXII) aveva come tema "L'acciaio per uno sviluppo sostenibile".
Collabora inoltre con altre istituzioni nella proposta di corsi di formazione e aggiornamento, premi per tesi di laurea, seminari, relativi ad i vari aspetti della costruzione in acciaio, con particolare riguardo alle cosiddette "grandi strutture" come i ponti, alle moderne tecnologie informatiche per la verifica strutturale, agli aggiornamenti normativi in materia.
La sede principale del CTA è a Milano.